# Енріко Чекетті
Енріко Чеккетті (Чекетті) (італ. Enrico Cecchetti; 21 червня 1850, Рим — 12 листопада 1928, Мілан) — італійський танцівник-віртуоз, балетмейстер і педагог. Відомий як автор методики навчання мистецтва танцю.

## Біографія
Енріко Чекетті народився у сім'ї артистів балету Ч. Чеккетті та С. Казаллі в костюмерні римського театру Тордінона (Teatro Tordinona). З 1864 навчався у Флоренції в Академії танцю Дж. Лепрі. Дебютував на сцені театру Ла Скала 1870 року. У 1877—82 роках виступав у Росії. З 1885 — перший танцівник театру «Ла Скала». 1887 року повернувся до Росії, того ж року з великим успіхом виступив у балеті «Ексцельсіор» на сцені петербурзького театру «Аркадія», після чого був запрошений директором Імператорських театрів Іваном Всеволожським, який бачив його виступ, у трупу Маріїнського театру на посаду соліста.
1890 року брав участь у прем'єрі балету П. І. Чайковського «Спляча красуня», виконавши дві контрастні партії — гротескну роль феї Карабосс, що давала можливість проявити мімічну майстерність, і віртуозне па де де Блакитної птиці та принцеси Флорини (з Варварою Нікітіною), де міг блиснути блискучою технікою своїх заносок.
1892 року Чекетті був призначений другим балетмейстером і репетитором балету. З 1893 почав викладати в Петербурзькому театральному училищі: спочатку міміку, а починаючи з 1896 — класичний танець у класі старших вихованок. Серед першого випуску Чекетті (1898) — балерини Любов Єгорова та Юлія Сєдова.
1902 року у Чекетті виник конфлікт з Дирекцією імператорських театрів, внаслідок якого його було переведено до Варшави на посаду балетмейстера Варшавської опери та керівника театральної школи. 1905 року він на короткий час поїхав до Італії, потім знову повернувся до Петербурга, де продовжив заняття з учнями та артистами Маріїнського театру у власній танцювальній студії (Чекетті давав приватні уроки починаючи з 1896 року, після від'їзду до Варшави він продовжував займатися з відданими йому вченими під час літніх відпусток). У 1907—1909 роках у нього займалася Ганна Павлова.
1910 року Сергій Дягілєв запросив його стати педагогом «Русского балету». Чекетті був головним педагогом антрепризи Дягілєва до 1921. Він також виходив на сцену, виконуючи мімічні ролі у деяких балетах.
В 1918 Чекетті відкрив балетну школу в Лондоні, в 1923 повернувся на батьківщину, де з 1924 керував балетною школою театру «Ла Скала». Востаннє вийшов на сцену у Мілані 1926 року. Викладав до кінця свого життя — він упав на уроці і помер наступного дня.

## Метод Чекетті
Серед учнів Чекетті — Ганна Павлова, Тамара Карсавіна, Матильда Кшесінська, Ольга Преображенська, Любов Єгорова, Юлія Сєдова, Лідія Кякшт, Вацлав Ніжинський, Броніслава Ніжинська, Леонід М'ясін, Нінетт де Валуа, Аурел Міллош, Ференц Надаші (Ferenc Nadasi), Чіа Форнаролі (Cia Fornaroli) та інші.
Чекетті-педагогу вдалося виробити чітку систему підготовки танцівників, яка враховує їх індивідуальні особливості. Англійський балетний критик Сиріл Бомонт, зацікавившись його способом, разом із танцівником Станіславом Ідзіковським написав «Підручник традиційного театрального танцю». Книга була видана в Лондоні 1922 року, тоді для пропагування педагогічного методу Чекетті було створено товариство його імені.

## Репертуар
У балетах Маріуса Петипа
- 1889 — бог вітру Ураган* [* 1], «Талісман» Р. Дріго
- 3 січня 1890 — фея Карабосс*, Блакитний птах*, «Спляча красуня» П. І. Чайковського (принцеса Флоріна — Варвара Нікітіна)
- 25 вересня 1894 — Марцеліна*, «Марна обережність» П. Гертеля (відновлення балету Левом Івановим).

У балетах Михайла Фокіна
- червень 1910 — Євнух, «Шехеразада» М. А. Римського-Корсакова, Ґранд-Опера
- червень 1910 — Чахлик, «Жар-Птиця» І. Ф. Стравінського, Ґранд-Опера
- 13 червня 1910 — Фокусник*, «Петрушка» І. Ф. Стравінського, театр Шатле
- 24 травня 1914 — Зірочот, опера-балет «Золотий півник», Ґранд-Опера

(*) — Перший виконавець партії.